# Médiation environnementale
La médiation environnementale est une forme de médiation qui s'attache à la gestion ou la prévention de conflits ainsi qu'à la mise en place d'actions concertées dans le domaine de l'environnement.

## Origine
J.M. Dziedzicki  situe aux États-Unis les origines de la médiation environnementale, dans la lignée du fort développement des méthodes alternatives de résolution des conflits (ADR, ou Alternative Dispute Resolution) dans différents secteurs de la société au cours des années soixante-dix. Le premier cas emblématique a été la procédure de médiation mise en œuvre en 1973 à propos d’un projet de barrage controversé sur la rivière Snoqualmie avec l’appui de l’État de Washington et des fondations Ford et Rockfeller.
Depuis, la médiation environnementale s’est développée aux États-Unis dans différents domaines : gestion de l’eau et des ressources naturelles, occupation de l’espace, équipements énergétiques, ferroviaires ou routiers, pollution, etc. Elle dispose désormais d’un statut officiel dans de nombreux États.
À partir des années 1980, la médiation environnementale se diffuse dans différents pays : Canada, Australie, Japon, Autriche, Pays-Bas, etc. Dans la province de Québec, au Canada, elle est stimulée par le bureau d'audiences publiques sur l'environnement (BAPE) qui l’introduit comme préalable aux débats publics pour pallier leurs carences : inefficacité de la délibération et faible contribution au processus de décision. A l’exception des États-Unis, du Canada et également de l’Autriche où elle dispose d’une base légale, la médiation environnementale doit être considérée comme une pratique en émergence dans de nombreux pays, où se multiplient les expériences et où se développent des organisations professionnelles spécialisées. Selon Sophie Allain, la médiation environnementale est une pratique en développement dans la quasi-totalité des pays d’Europe, où elle se distingue cependant peu des démarches promouvant la participation du public. En France, plusieurs entreprises, comme Réseau Ferré de France et EDF possèdent des équipes de médiateurs spécialisées dans la gestion des conflits environnementaux.

## Définition
La médiation environnementale peut être définie comme un dialogue entre parties prenantes, c'est-à-dire des groupes d’intérêts ou des individus concernés par des enjeux environnementaux (gestion, valorisation, appropriation ou protection de ressources naturelles, de paysages, d’espèces ou de milieux) dans le but de produire un accord satisfaisant pour toutes les parties, grâce à l’intervention d’un tiers extérieur (médiateur) qui ne prend pas position sur le fond ni ne tente d’influencer le résultat, mais qui a pour fonction de faciliter le dialogue.
Dans la réalité des faits, on qualifie souvent de médiations environnementales des processus de recherche d’accord faisant appel à des animateurs qui ne disposent pas toujours de la neutralité requise (liés par exemple à l’un des protagonistes) . Il serait plus exact de les qualifier de concertations environnementales. 
La médiation environnementale ne se résume pas à une méthode de gestion de conflits. Elle peut être mise en œuvre lorsqu’il s’agit de promouvoir des projets concertés de gestion du territoire ou de l’environnement, impliquant la participation active de plusieurs groupes d’intérêts.
Il ne s’agit pas d’une forme de débat ou de controverse portant sur l’environnement, mais d’une recherche organisée – et assistée par un tiers – de compromis. Au regard de cette finalité, la médiation se rapproche de la négociation. Selon Christophe Dupont  en effet, le débat est fondé sur un échange d’arguments et sa finalité est de convaincre l’autre, tandis que la négociation n’a pas pour but de dire qui a raison mais est orientée vers la décision. Selon Philippe Barret, qui partage ce point de vue sur l’objectif de la médiation, celle-ci se distingue cependant de la négociation car, contrairement à cette dernière, la médiation ne constitue pas un processus décisionnel : elle débouche sur un accord (convention, projet, etc.) qui doit ensuite être soumis aux autorités privées et publiques disposant d’un pouvoir de décision effectif (par exemple, un élu, un représentant de l’État, le conseil d’administration d’une entreprise, etc.). La médiation prépare donc la décision, tout comme la concertation (qui, elle, se déroule sans assistance d’un tiers).

## Spécificités de la médiation environnementale
Par rapport à la médiation en général, la médiation environnementale présente un certain nombre de spécificités qui influent sur ses méthodes et ses approches.
- La médiation environnementale met fréquemment en scène un grand nombre de participants : professionnels et entreprises, associations, collectivités territoriales, administrations, simples usagers et habitants, etc. Or, les méthodes classiques de médiation, reposant sur une confrontation directe des protagonistes et la recherche conjointe de solutions à leurs différends, s’accommodent mal du nombre. D’où la mise en place fréquente de « dispositifs » de médiation environnementale combinant des forums (ouverts) de débat public et des scènes (fermées) de médiation ou de négociation, qui doivent interagir.

- Les enjeux environnementaux traités sont généralement imbriqués, les dimensions multiples, les contours difficiles à circonscrire, les incertitudes scientifiques nombreuses. Leur discussion représente donc une entreprise complexe, encore renforcée par le nombre de protagonistes potentiellement concernés. Les médiateurs environnementaux doivent donc disposer d’outils méthodologiques leur permettant de traiter et d’organiser l’information disponible, d’engager des diagnostics, de réaliser des études ou de solliciter des expertises, de conduire des réunions de concertation et des débats publics, de soutenir des dynamiques collectives dans la durée, de formaliser des accords qui peuvent prendre diverses formes. Selon la complexité de l’enjeu et l’étendue du territoire concerné, une médiation environnementale s’étend fréquemment sur des périodes allant de quelques mois à quelques années, même si l’intervention effective d’un médiateur n’est pas constante tout au long du processus.

- La médiation environnementale concerne des biens communs dont la gestion constitue un enjeu public. En France, pays au pouvoir politique centralisé, le rôle traditionnel de l’État dans les questions d’environnement laisse généralement peu de place à la recherche, par les parties concernées, de compromis à leurs divergences. Même si ce constat doit être relativisé par la décentralisation et la réduction des moyens consacrés à l’action publique, la mise en œuvre de processus de concertation ou de médiation se heurte à divers arguments : risque de perte de vue de l’intérêt collectif au profit d’un compromis entre des intérêts particuliers, perte d’autorité des élus, remise en cause des experts.

## Évaluation de la médiation environnementale
On reconnaît généralement à la médiation environnementale son coût modéré (relativement au coût d’un conflit, d’une paralysie des projets ou d’une action en justice), sa capacité à améliorer les relations entre protagonistes sur le long terme et sa capacité à produire des accords jugés équitables par toutes les parties en présence. 
Il existe peu de travaux d’évaluation portant sur un nombre significatifs de cas. On peut mentionner celui réalisé en 1986 par Gail Bingham à partir de 161 expériences réalisées aux États-Unis et qui conclut à l’efficacité de la méthode, 78 % des cas ayant conduit à un accord. 
Cependant, on doit s’interroger sur l’équité et la solidité de l’accord ainsi que sur les effets « collatéraux » (apprentissages, création de liens et de confiance, création de nouveaux mécanismes de régulation collective, etc.) difficiles à appréhender.
L’évaluation de la médiation environnementale constitue un chantier méthodologique en cours pour des chercheurs et des praticiens, qui doivent nécessairement confronter leurs approches pour élaborer des critères d’évaluation pertinents. Une démarche d’évaluation de la concertation environnementale a été proposée en 2006 par l’économiste Jean-Eudes Beuret

### Sites ressources
Comédie. Concertation et médiation environnementale. <http://www.comedie.org>